# Латентная шизофрения
Лате́нтная шизофрени́я — форма шизофрении, протекающая с «лёгкими психопатологическими расстройствами», с отсутствием психотической симптоматики.

## Основная информация
Впервые латентная шизофрения была выделена Эйгеном Блейлером в 1911 году (нем. die „latente“ Schizophrenie). Блейлером латентная шизофрения считалась одной из наиболее часто встречающихся форм шизофрении. Он считал, что диагноз латентной шизофрении можно ставить, изучая состояние пациента ретроспективно: при изучении прошлого лиц с шизофренией, у которых болезнь стала очевидной, можно обнаружить продромы латентной формы.
Герман Роршах обозначал термином «латентная шизофрения» внешне адекватно функционирующих лиц, которые на его тесты отвечали так же, как больные шизофренией.
Психотической симптоматики при латентной шизофрении обычно не наблюдается, тем не менее она может появиться после длительного скрытого течения расстройства и под влиянием неблагоприятных факторов (например, психотравмы, стресса, черепно-мозговой травмы).
Некоторыми исследователями латентная шизофрения относилась к лёгким формам вялотекущей шизофрении (в настоящее время термин «вялотекущая шизофрения» в психиатрии считается устаревшим). В МКБ-10 латентная шизофрения — подтип шизотипического расстройства (F21), рубрика, квалифицировавшаяся в советском МКБ-9 как
малопрогредиентная или вялотекущая шизофрения.
G. Bateson делит шизофреническую симптоматику на две степени: первая — «явная шизофрения», наиболее тяжёлая степень, и вторая, доброкачественная степень — «латентная шизофрения».
Дифференциальная диагностика латентной шизофрении с шизоидным расстройством личности представляет трудности. Не существует чётких критериев для их разграничения.
Многими исследователями оспаривается правомерность выделения латентной шизофрении.

## Классификация
В международной классификации болезней 9-го пересмотра (МКБ-9) латентная шизофрения носила код 295.54, а в адаптированной для использования в Российской Федерации версии МКБ-10 — F21.1. В F21.1 также включается предпсихотическая и продромальная шизофрения. В МКБ-10 латентная шизофрения считается подтипом шизотипического расстройства.
В американском Диагностическом и статистическом руководстве по психическим расстройствам второго издания (DSM-II) также присутствовал «латентный тип шизофрении» (англ. schizophrenia, latent type, код 295.5). Он описывался как диагностическая категория для пациентов, имеющих явные шизофренические симптомы, но не имеющих истории психотического шизофренического эпизода. Из следующих изданий данный диагноз был исключён.

## Терапия
На сегодняшний день латентную шизофрению лечат атипичными антипсихотиками (оланзапин, кветиапин, рисперидон). Типичные нейролептики не рекомендуются.
Также может помочь психотерапия.